# Mandus
Mandus är ett mansnamn (av latin), en kortform av namnet Amandus med betydelsen 'den som är värd att älska'.
Det fanns 31 december 2010 totalt 135 personer i Sverige med förnamnet Mandus, varav 79 hade det som tilltalsnamn.